# Wyższa Szkoła Umiejętności im. Stanisława Staszica w Kielcach
Wyższa Szkoła Umiejętności im. Stanisława Staszica w Kielcach – niepaństwowa uczelnia w Kielcach, powstała w 1995 roku.

## Historia
6 grudnia1995 roku zgodę na powstanie udzieliło Ministerstwo Edukacji Narodowej, a do rejestru została wpisana 21 grudnia tego samego roku. Założycielem było Kieleckie Towarzystwo Edukacyjne, a pomysłodawcą i twórcą prezes tej organizacji dr Andrzej Błachut. Do 2001 roku nosiła nazwę Wyższa Szkoła Ubezpieczeń. W 2015 roku została zlikwidowana.

## Kształcenie
Uczelnia dawała możliwość kształcenia na kilkunastu kierunkach:
- Architektura i Urbanistyka
- Dziennikarstwo i Komunikacja społeczna
- Ekonomia
- Filologia (anglistyka, germanistyka, iberystyka, italianistyka, romanistyka).
- Filozofia
- Finanse i Rachunkowość
- Gospodarka przestrzenna
- Informatyka
- Nauki o rodzinie
- Ochrona środowiska
- Politologia
- Rolnictwo
- Socjologia
- Taniec
- Turystyka i Rekreacja
- Zdrowie publiczne.